# Donnie McGrath
Donnie McGrath, né le 7 mai 1984 à Mount Kisco, État de New York (États-Unis), est un joueur de basket-ball professionnel américano-irlandais. Il mesure 1,93 m.

## Biographie
Donnie McGrath est issu du championnat universitaire américain où il joue pour les Friars de Providence (NCAA) et marque 1 282 points en 118 rencontres disputées. Non drafté, il rejoint l'Europe pour jouer en Italie et en Grèce.
D'ascendance irlandaise par sa grand-mère, il possède un passeport irlandais lui permettant de ne pas être comptabilisé oomme un joueur américain dans les ligues professionnelles européennes. Il a par ailleurs disputé la campagne de qualification pour le championnat d'Europe en 2006 avec l'équipe d'Irlande.
Le 3 octobre 2011, il est mis à l'essai par le vice-champion de France Cholet Basket.

## Carrière professionnelle
- 2006-2007 :  Cantù (Lega A)
- 2007-2008 :  Virtus Bologne (Lega A)
- 2008-2009 :  AO Aigáleo (ESAKE)
- 2009-2010 :  AEK Athènes (ESAKE)
- 0000-2010 :  Varese (Lega A)
- 2010-2011 :  PAOK Salonique (ESAKE)
- 2011-2012 :  Cholet Basket (Pro A)

## Sélection nationale
- Campagne de qualification (division B) pour l'Eurobasket 2007 avec l'Irlande en 2006 (3 sélections)
- Campagne de qualification (division B) pour l'Eurobasket 2009 avec l'Irlande en 2008 (4 sélections)